# Little by Little (пісня Джуніора Веллса)
«Little by Little» — пісня американського блюзового співака Джуніора Веллса, випущена синглом у 1960 році на лейблі Profile (дочірньому Chief). У 1960 році пісня посіла 23-є місце в хіт-параді R&B Singles журналу «Billboard».

## Оригінальна версія
Пісня була написана Мелом Лондоном, власником/автором пісень/продюсером чиказького лейблу Chief, на якому записувався Джуніор Веллс з 1957 по 1961 роки.
У другій половині 1959 року, Веллс шукав гітариста для свого гурту для студійної роботи на заміну Сілу Джонсону, який залишив лейбл, тому він звернувся до Ерла Гукера. Окрім Гукера, у розпорядженні Веллса були ударник Юджин Лаундж, піаніст Лафаєтт Лік, брат Луї Маєрса, Дейв, на другій гітарі, а також басист Віллі Діксон, автор пісень, аранжувальник і A&R-менеджер на лейблі Chess на початку 1950-х.
Дві пісні «Little by Little» і «Come on in This House» були записані на початку 1960 року в Чикаго (Іллінойс) на студії Universal Studios; продюсером виступив також Лондон. Пісня вийшла у лютому 1960 року на Profile (дочірньому Chief) на синглі з «Come on in This House» на стороні «Б». Якщо «Come on in This House» мала блюзове звучання, то «Little by Little» була більше орієнтована на ритм-енд-блюзову аудиторію.
«Little by Little» стала національним хітом і 13 червня 1960 року пісня посіла 23-є місце в хіт-параді R&B Singles журналу «Billboard» (де протималась упродовж трьох тижнів поспіль) і стала першою піснею Веллса, яка потрапила до чартів.
Веллс записав декілька версій пісні, наприклад для альбомів Coming at You (1968) і Live at Buddy Guy's Legends (1998).

## Інші версії
Пісню перезаписали інші виконавці, зокрема John Mayall's Bluesbreakers з Полом Баттерфілдом для EP All My Life + 3 (1967), Чарлі Масселвайт для Tennessee Woman (1969), Джиммі Джонсон для Bar Room Preacher (1983) і Heap See (1987), Б. Б. Кінг за участі Лоуелла Фулсона для Blues Summit (1993), Грегг Оллмен для Low Country Blues (2011).